# Cerambyx clavipes
Cerambyx clavipes är en skalbaggsart som beskrevs av Forster 1771. Cerambyx clavipes ingår i släktet ekbockar, och familjen långhorningar. Inga underarter finns listade.